# Mezőerked

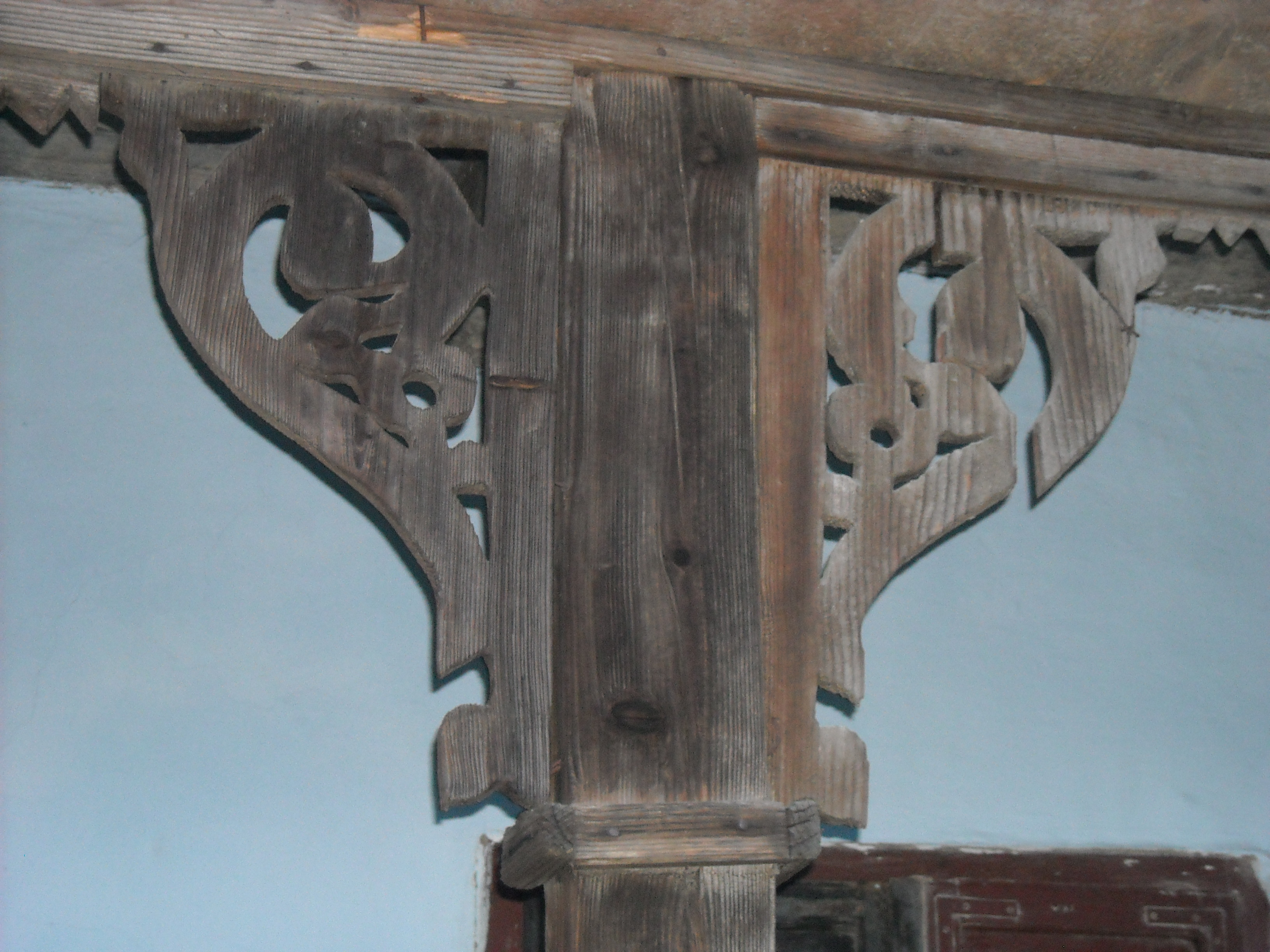
Faragás a tornác egyik oszlopán

Mezőerked (1890-ig Szászerked, románul: Archiud, németül: Arkeden) falu Romániában, Erdélyben, Beszterce-Naszód megyében.

## Fekvése
A Mezőség keleti részén, Szászrégentől 32 km-re északnyugatra, Besztercétől 39 km-re délre fekszik.

## Népessége
| 1850 | 930  | 197 |
| 1880 | 986  | 253 |
| 1890 | 1115 | 275 |
| 1900 | 1147 | 253 |
| 1910 | 1174 | 289 |
| 1920 | 1075 | 190 |
| 1930 | 1075 | 151 |
| 1941 | 1270 | 177 |
| 1966 | 1122 | 116 |
| 1977 | 1114 | 79  |
| 1992 | 805  | 35  |
| 2002 | 710  | 28  |

Míg 1910-ben lakói közül 871 volt görögkatolikus, 164 római katolikus, 113 református, 13 zsidó és 12 unitárius vallású, 2002-ben 667 ortodox, 29 római katolikus, hat református és hat görögkatolikus vallású.

## Története
Először 1238-ban Erkud, majd 1304-ben Erdkud, 1322-ben Herked, 1469-ben Erked, 1514–15-ben Ewrked néven említették. A középkorban szász falu volt Kolozs vármegyében. Száz lakói 1601-ben kihaltak, illetve Dedrádra és Fehéregyházra költöztek, helyükre pedig románok települtek. Hívők nélküli evangélikus egyháza 1729-ben megszűnt, templomukat Lázár Ferenc birtokos befolyására a katolikusok szerezték meg. A 17–19. században főbb birtokosa a Lázár család volt, akiknek már a 17. század közepén udvarházuk állt itt. 1733-ban 350 román görögkatolikus lelket írtak össze benne, templommal. 1827-ben országos (éves) vásár tartására szóló jogot kapott.
Az 1927-ben befejeződött agrárreform kiosztotta a Bethlen család birtokát, és miután a gróf elköltözött Romániából, a kormány a kastélyukat is kisajátította, amelyben az 1928/29-es tanévtől az iskola működött. 1968-ig községközpont volt Mezősolymos, Mezőbarátfalva és Budurló falvakkal. A falu református templomát Putnoky Domokos és néhány más helyi nemes építtette 1893–98-ban. 2008–10-ben felújították. A római katolikus templom 1905–08-ban, az ortodox (volt görögkatolikus) pedig 1908-ban épült. A faluban áll még az erősen átépített volt Lázár-, majd Bethlen-kastély.

## Látnivalók
- A falu múzeumát 2007-ben avatták fel.

## Híres emberek
- Itt hunyt el 1861. április 24-én Lázár György honvédtábornok.
- Itt hunyt el 1861. november 10-én Móga János honvéd altábornagy, a magyar honvédsereg főparancsnoka, a pákozdi csata győztese.
- Itt született 1929. november 26-án Ion Vlad esztéta, irodalomkritikus.